# Списак места Светске баштине у Европи
Ово је Унесков списак места Светске баштине у Европи:

## Азербејџан
- Стари град Бакуа (2000)
- Национални парк Гобустан (2007)
- Палата Шакијских канова (2019)

## Албанија
- Бутринт (1992)
- Град-музеј у Ђирокастри и Берату (2005. и 2008)

## Андора
- Долина Мадрију-Кларор-Перафита (2004)

## Аустрија
- Стари део Салцбурга (1996)
- Дворац и вртови Шенбруна (1996)
- Халштат и Дахштајн у Салцкамергуту (1997)
- Семериншка железница (1998)
- Грац - историјски центар града и дворац Егенберг (1999)
- Културни предео Вахау (2000)
- Историјски центар Беча (2001)
- Културни пејзаж Нежидерског језера - заједно с Мађарском (2001)
- Праисторијске сојенице око Алпа (2011)

## Белгија
- Фламански бегинажи (1998)
- Четири преводнице на Централном каналу и њихова околина (провинција Ено) (1998)
- Гран Плас, Брисел (1998)
- Средњовековни звоници Белфрид, карактеристични за Фландрију и Валонију (1999)
- Неолитски каменоломи у Спијену (код Монса) (2000)
- Историјски центар Брижа (2000)
- Катедрала Нотр-дам у Турнеу (2000)
- Главна здања Виктора Хорте у Бриселу (Hôtel Tassel, Hôtel Solvay, Hôtel van Eetvelde, и Maison & Atelier Horta) (2000)
- Радионице, штампарија и музеј Плантан-Моретус (2005)
- Дворац Стокле у Бриселу (2009)

## Белорусија
- Бјаловешка шума - дели са Пољском (1992)
- Комплекс Дворца Мир (2000)
- Дворац Њасвиж, архитектонско културни комплекс резиденције породице Радзивиљ (2005)
- Струвеов геодетски лук - међународно (2005)

## Босна и Херцеговина
- Подручје старог моста и стари град Мостар (2005)
- Мост Мехмед-паше Соколовића у Вишеграду (2007)

## Бугарска
- Црква Бојана (1979)
- Мадарски коњаник (1979)
- Камене цркве у Иванову (1979)
- Трачки гроб у Казањлаку (1979)
- Стари град Несебар (1983)
- Сребарна природни резерват (1983)
- Национални парк Пирин (1983)
- Рилски манастир (1983)
- Трачки гроб у Свештарију (1985)

## Ватикан
- Ватикан (1984)

## Грчка
- Храм Аполона Епирског у Басама (1986)
- Ахеолошко налазиште у Делфима (1987)
- Акропољ (Атина), Атина (1987)
- Атос (1988)
- Метеори (1988)
- Палеохришћански и византијски споменици у Солуну (1988)
- Археолошко налазиште у Епидаурусу (1988)
- Средњовековни град Родос (1988)
- Археолошко налазиште у Олимпији (1988)
- Мистра (1989)
- Делос (1990)
- Манастир Светог Луке у Дафнију, и Неа Мони на Хиосу (1990)
- Питагорион и Херејон на Самосу (1992)
- Археолошко налазиште у Вергини (1996)
- Археолошка налазишта у Микени и Тиринту (1999)
- Историјски центар насеља с Манастиром Светог Јована и Пећином Апокалипсе на острву Патмос (1999)
- Стари град Крф (2009)
- Филипи (2016)
- Загора (2023)

## Данска
- Рунски споменици у Јелингу, хумке и црква (1994)
- Катедрала у Роскилдеу (1995)
- Дворац Кронборг (2000)
- Фјорд Илулисат, Гренланд (2004)

## Естонија
- Историјски стари центар Талина (1997)
- Острво Кихну (2003)
- Струвеов геодетски лук - међународно (2005)

## Ирска
- Археолошко налазиште Њугрејнџ (1993)
- Мајклова стена (Skellig Michael) (1996)

## Исланд
- Национални парк Тингвелир (Þingvellir) (2004)
- Острво Суртсеј (Surtsey) (2008)

## Италија
- Краљевска палата из 18. века у Казерти са парком, аквадуктом и комплексом Сан Леуцио
- Археолошко подручје Базилике у Аквилеји
- Археолошко подручје у близини града Агриђенто
- Археолошко подручје места Помпеји, Херкуланеум, и Торе Анунцијата
- Асизи, Базилика светог Фрање и други францискански споменици
- Ботаничка башта Падова
- Кастел дел Монте, Андрија (код Барија)
- Катедрала у Модени, звоник и Велики трг у Модени
- Црква и Доминикански манастир Санта Марија дела Грација са „Тајном вечером“ Леонарда да Винчија
- Национални парк Чилето и Вало ди Дијано са археолошким налазиштима Пестум, Велија и картезијанским манастиром Чертоза ди Падула
- Град Верона
- Град Вићенца и Паладијеве виле у Венету
- Обала код Амалфија
- Радничко село Креспи д'Ада
- Рани хришћански споменици у Равени
- Етрурске некрополе код Черветерија и Тарквиније
- Ферара, ренесансни град са делтом Поа
- Историјски центар Фиренци
- Историјски центар Напуља
- Историјски центар Сан Ђимињана
- Историјски центар Сијене
- Историјски центар Урбина
- Историјски центар града Пијенца
- Стари град Матера
- Липарска острва
- Градови касног барока у области Вал д'Ното (југоисточна Сицилија)
- Пољана чуда, Пиза
- Портовенере, Чинкве тере, са острвима (Палмарија, Тино и Тинето)
- Резиденције краљевске куће Савоја
- Цртежи на стенама код места Валкамоника
- Археолошко налазиште Нураге (Сардинија)
- „Трули“ (врста сеоских кућа) у месту Алберобело (код Барија)
- Вал д'Орсија
- Венеција и венецијански канали
- Хадријанова вила (Тиволи)
- Вила Романа дел Казале (близу места Пјаца Армерина на Сицилији)
- Вила д'Есте, (Тиволи)
- Свете планине Пијемонта и Ломбардије
- Сиракуза и Некропола у стенама у месту Панталика
- Ђенова и Палаци-деи-Роли
- Ретијска железница, дели са Швајцарском
- Мантова и Сабонета
- Доломити
- Монте Сан Ђорђо (дели са Швајцарском)
- Праисторијске сојенице око Алпа
- Лангобардска средишта у Италији

## Италија/Ватикан
- Историјски центар Рима, власништво Свете Столице у граду ужива екстериторијална права, и Базилика Светог Павла ван зидина

## Кипар
- Пафос (1980)
- Осликане цркве на подручју Тродоса (1985)
- Хирокитија (1998)

## Летонија
- Историјски центар Риге (1997)
- Струвеов геодетски лук - међународно (2005)

## Литванија
- Вилњус - историјски центар старог града (1994)
- Куронска превлака - дели са Русијом (2000)
- Археолошко налазиште Кернаве (2004)
- Струвеов геодетски лук - међународно (2005)

## Луксембург
- Град Луксембург: стари квартови и утврђења (1994)

## Мађарска
- Будимпешта, укључујући обале Дунава, Будимски дворац са околином, Авенијом Андраши и Миленијумским музејем метроа (1987)
- Холоко (1987)
- Пећине Агтелек и Словачки карст - заједно са Словачком (1995)
- Бенедиктински манастир у Панонхалми и његово природно окружење (1996)
- Национални парк Хортобађ (1999)
- Печуј (Sopianae) рано хришћанско гробље (2000)
- Културни пејзаж Нежидерског језера - заједно са Аустријом (2001)
- Културни пејзаж виноградарске регије Токај (2002)

## Малта
- Град Валета (1980)
- Мегалитски храм на Малти (1980)
- Хипогеум Хал Сафлијени (1980)

## Молдавија
- Струвеов геодетски лук - међународно (2005)

## Немачка
- Катедрала у Ахену (1978)
- Катедрала у Шпејеру (1981)
- Резиденција са дворским вртовима и тргом у Вирцбургу (1981)
- Поклоничка црква у Вису (1983)
- Палате Аугустусбург и Фалкенлуст у Брилу (1984)
- Катедрала св. Марије и Црква св. Михаила у Хилдесхајму (1985)
- Римски споменици, Катедрала светог Петра и Богородична црква у Триру (1986)
- Ханзеатски град Либек (1987)
- Палате и паркови Потсдама и Берлина (1990)
- Опатија и стари манастир у Лоршу (1991)
- Рудници Рамелсберга и историјски град Гослар (1992)
- Град Бамберг (1993)
- Маулброн манастирски комплекс (1993)
- Катедрала, дворац и стари град Кведлинбург (1994)
- Волклингенске челичане (1994)
- Јама Месел фосилне ископине (1995)
- Катедрала у Келну (1996)
- Баухаус и његови објекти у Вајмару и Десауу (1996)
- Лутерови споменици у Ајслебену и Витенбергу (1996)
- Класични Вајмар (1998)
- Музејско острво у Берлин (1999)
- Дворац Вартбург (1999)
- Краљевство вртова Десау-Верлиц (2000)
- Монашко острво Рајхенау (2000)
- Рудник угља Цолферајн Индустријски комплекс у Есену (2001)
- Долина горњо-средње Рајне са кањоном Рајне (2002)
- Историјски центри Штралсунда и Визмара (2002)
- Градска већница и скулптура Роланда на Пијачном тргу у Бремену (2004)
- Парк Мускау (дели са Пољском) (2004)
- Међе Римског царства - међународни споменик, дели се са Уједињеним Краљевством (2005)
- Стари град Регензбурга (2006)
- Стамбена насеља берлинске Модерне (2008)
- Праисторијске сојенице око Алпа (2011)
- Карпатске и немачке прашуме букве (дели са Словачком и Украјином) (2011)
- Фабрика Фагус у Алфелду (2011)
- Маркгрофовска опера у Бајројту (2012)

## Норвешка
- Четврт Ханзе Бриген у Бергену (1979)
- Урнешка дрвена црква (1979)
- Рударски град Ророс са околином (1980)
- Цртежи у стени на Алти (1985)
- Вегаејан (2004)
- Струвеов геодетски лук - међународно (2005)
- Западнонорвешки фјордови Гејрангерфјорд и Неројфјорд (2005)

## Пољска
- Историјски центар Кракова (1978)
- Рудник соли Вјеличка (1978)
- Концентрациони логор Аушвиц-Биркенау (1979)
- Стари град Варшаве (1980)
- Шума Бјаловјежа - заједно са Белорусијом (1992)
- Стари град Замошћ (1992)
- Средњовековни град Торуњ (1997)
- Замак Тевтонских витезова у Малборку (такође видети: Замак у Малборку) (1997)
- Калварија Зебждовска - споменик маниристичке архитектуре са ходочасничким парком (1999)
- Цркве мира у Јавору и Свидници (2001)
- Цркве брвнаре јужне Мале Пољске (2003)
- Парк Мужаковски на обе обале реке Нисе - заједно са Немачком (2004)
- Сала Столећа у Вроцлаву (2006)

## Португалија
- Средишња зона града Ангра до Хероизмо на острву Терцеира (Азори) (1983)
- Јеронимов манастир и торањ Белем у Лисабону (1983)
- Манастир Батаља (1983)
- Манастир Христа у Томару (1983)
- Историјски центар града Евора (1988)
- Манастир Алкобака (1989)
- Културни пејзаж града Синтра (1995)
- Историјски центар града Опорто (1996)
- Преисторијска уметност у стенама долине Коа и Сиега Верде (дели са Шпанијом) (1998)
- Шуме ловора на острву Мадеира (1999)
- Виноградарски регион Алто Дуро (2001)
- Историјски центар града Гимараеш (2001)
- Виногради и пејзажи острва Пико (2004)
- Погранични гарнизонски град Елвас и утврђења (2012)

## Румунија
- Делта Дунава (1991)
- Села са утврђеним црквама у Трансилванији (Биертан, Прежмер, Вискри, Дарижију, Саскиз, Калник, Ваља Виилор) (1993)
- Манастир Хорезу (1993, 1999)
- Цркве Молдавије (Воронец, Сучава, Хумор, Молдовица, Пробота, Патрауци, Арборе, Сучевица) (1993, 2010)
- Дачке тврђаве у планинама Ораштије (Сармизегетуза, Костешти-Четацује, Костешти-Блидару, Лункани-Пијатра Рошије, Баница и Капална) (1999)
- Цркве брвнаре у Марамурешу (8 локалитета) (1999)
- Историјски центар Сегешвара (1999)
- Древне и нетакнуте букове шуме Карпата и других региона Европе (12 локалитета) (2017)
- Рударски предео Рошија Монтане (2021)
- Споменички комплекс Бранкушија у Таргу Жијуу (2024)
- Границе Римског царства — Дакија (277 локалитета) (2024)

## Русија,европски део
- Историјски центар Санкт Петербурга и повезане групе споменика Царско Село, Петерхоф и Павловск (1990)
- Дрвене цркве на острву Кижи (1990)
- Кремљ и Црвени трг, Москва (1990)
- Историјски споменици Новгорода и окружења (1992)
- Културни и историјски ансамбл Соловетских острва (1992)
- Бели споменици Владимира и Суздаља (1992)
- Архитектонски ансамбл Сергијеве лавре (1993)
- Успењска црква у месту Коломенскоје (1994)
- Нетакнуте шуме у области Коми (1995)
- Западни Кавказ (1999)
- Историјски и архитектонски комплекс Казањски Кремљ (2000)
- Ансамбл грађевина Ферапонтовог манастира (2000)
- Куронска превлака - заједно са Литванијом (2000)
- Цитадела, стари град и тврђава у Дербенту (2003)
- Ансамбл грађевина Новодевичног манастира (2004)
- Историјски центар града Јарославља (2005)
- Струвеов геодетски лук - међународно (2005)

## Сан Марино
- Сан Марино и Монте Титано (2008)

## Северна Македонија
- Подручје Охрида са споменицима културе и историје, и природним окружењем (1979)

## Словачка
- Братиславски замак
- Село Вуколињец (1993)
- Љевоча, Спишки замак и придружени културни споменици (1993)
- Рударски град Банска Штјавњица (1993)
- Пећине Агтелека и Словачки Карст - заједно са Мађарском (1995)
- Бардјејов заштићени део града (2000)
- Исконске букове шуме Карпата, заједно са Украјином (2007)
- Дрвене цркве словачких Карпата (2008)

## Словенија
- Шкоцјанске пећине (1986)
- Праисторијске сојенице око Алпа (2011)
- Баштина живе Алмаден и Идрија (дели са Шпанијом) (2012)

## Србија
- Културно-историјски регион Старог Раса и манастира Сопоћани (1979)
- Манастир Студеница (1986)
- Манастир Дечани (2004)
- Пећка патријаршија (2006)
- Манастир Грачаница (2006)
- Богородица Љевишка (2006)
- Римска палата Гамзиград (2007)
- Стећци - средњовековни надгробни споменици (2016)

## Турска,европски део
- Историјски делови Истанбула (1985)

## Уједињено Краљевство
- „Пролаз дивова“ и обала уз њу (1986)
- Замак Дарем и Катедрала у Дарему (1986)
- Корито Ајронбриџа (1986)
- Краљевски парк Стадли и рушевине Опатије Фаунтинз (1986)
- Стоунхенџ, Ејвбри и околна налазишта (1986)
- Замци и тврђаве краља Едварда у Харлеху, Бомари, Кернафрону и Конви (област Гвинед) (1986)
- Сент Килда (1986)
- Палата Бленхајм (1987)
- Град Бат (1987)
- Хадријанов зид (део граница Римског царства, заједно са Немачком) (1987)
- Вестминстерска опатија, Вестминстерска палата и Црква сент Маргарет (1987)
- Лондон тауер (1988)
- Катедрала у Кантерберију, Опатија светог Августина и Црква светог Мартина (1988)
- Стари и нови град Единбург (1995)
- Острво Гог и Недоступно острво (резервати дивљине у Јужном Атлантику) (1995)
- Квинс хаус, Краљевска опсерваторија, Гринич парк и Национални поморски музеј у Гриничу (1997)
- Неолитски споменици на Острвима Оркни, укључујући налазиште Скара Бре (1999)
- Индустријски пејзаж Бленвона (2000)
- Млинови долине Дервент (2001)
- Салтер - село индустријског доба (2001)
- Село Њу Ланарк (2001)
- Обала из доба јуре (обала Дорсета и источног Девона) (2001)
- Краљевска ботаничка башта у Кју (2003)
- Ливерпул - град поморске трговине (2004)
- Рударска покрајина у Корнволу и Девону (2006)
- Аквадукт Понткисилте (2009)

## Украјина
- Кијев: Саборни храм Свете Софије и манастирске зграде, Печорска лавра (1990)
- Лавов - историјски центар (1998)
- Струвеов геодетски лук - међународно (2005)
- Исконске букове шуме Карпата, заједно са Словачком (2007)
- Резиденција митрополита Буковине и Далмације (2011)

## Финска
- Стара Раума - дрвени центар места Раума (1991)
- Тврђава Суоменлина - у близини Хелсинкија (1991)
- Стара црква у месту Петајавеси (1994)
- Село Верла са старом пиљаром и сушаром (близу града Јала) (1996)
- Гробље из бронзаног доба у месту Самаладенмеки (Лапонија) (1999)
- Струвеов геодетски лук - међународно (2005)
- Архипелаг Кваркен (2006)

## Француска
- Палата и парк у Версају (1979)
- Мон сен Мишел и његов залив (1979)
- Катедрала у Шартру (1979)
- Опатија Везлеј, црква и брдо (1979)
- Сликане пећине у долини Везер (1979)
- Дворац Фонтенбло (1981)
- Римски и романички споменици у Арлу (1981)
- Римско позориште са околином, као и Тријумфална капија у Оранжу (1981)
- Цистерцитска опатија у Фонтенају (1981)
- Катедрала у Амијену (1981)
- Краљевски рудници соли у Арк-ет-Сенансу (1982)
- Трг Станислас, Трг Каријер, и Трг Алијанс у Нансију (1983)
- Црква Сен-Саван на Гартампу (1983)
- Рт Ђиролата, Рт Порто, Резерват природе Кандола и Пиана Каланше на Корзици (1983)
- Пон д Гар (Римски акведукт) (1985)
- Стразбур - Велико острво (1988)
- Париз, обале Сене (1991)
- Катедрала Нотр-Дам, бивша опатија Сен-Реми и Палата Тау, Ремс (1991)
- Бурж Катедрала (1992)
- Историјски центар Авињона (1995)
- Канал ди Миди (1996)
- Историјске зидине града Каркасона (1997)
- Пиринеји - Мон Перду (1997) - дели са Шпанијом
- Историјско место Лион (1998)
- Пут за Сантијаго де Кампостела у Француској (1998)
- Виногради Сан-Емилиона (1999)
- Долина Лоаре између Сили сир Лоар и Шалон сир Лоар (2000)
- Провин, град средњовековних вашара (2001)
- Ле Авр, град поново изграђен: Аугуст Пере (2005)
- Звоници Белгије и Француске (2005)
- Град Бордо (2007)
- Утврђења Вобана широм Француске (2008)
- Лагуне Нове Каледоније (2008)
- Епископски град Алби (2010)
- Природа Реиниона (2010)
- Кос и Севени (2011)
- Праисторијске сојенице око Алпа (2011)
- Рударски басен Нор Па де Калеа (2012)

## Холандија
- Шокланд са околином (општина Нордостполдер) (1995)
- Одбрамбена линија Амстердама, низ одбрамбених тврђава и ровова око Амстердама (1996)
- Мрежа млинова-ветрењача Киндердијк (општина Лекерланд) (1997)
- Парна станица Д. Ф. Вауде у Лемеру (општина Лемстерланд) (1998)
- Полдер Бемстер (1999)
- Кућа Ритвелд Шредер, Утрехт (2000)
- Ваденско море (заједно са Немачком) (2009)
- Канали Амстердама (2010)
- Фабрика Ван Неле (2014)

## Хрватска
- Стари град у Дубровнику (1979)
- Историјски комплекс у Сплиту са Диоклецијановом палатом (1979)
- Национални парк Плитвичка језера (1979)
- Епископски комплекс Еуфразијеве базилике у историјском центру Пореча (1997)
- Историјски град Трогир (1997)
- Катедрала светог Јакова у Шибенику (2000)
- Стариградско поље на Хвару (2008)

## Црна Гора
- Природни и културно-историјски регион Котора (1979)
- Дурмитор Национални парк Дурмитор (1980, 2005)
- Стећци – средњовековни надгробни споменици (Грчко гробље — Жабљак, Баре Жугића, Грчко гробље — Плужине) (2016)
- Венецијански одбрамбени систем између 16. и 17. века Stato da Terra — западни Stato da Màr (Утврђени град Котор) (2017)

## Чешка Република
- Историјски центар Прага (1992)
- Историјски центар Чешког Крумлова (1992)
- Историјски центар Телча (1992)
- Ходочасничка Црква светог Јована из Непомука у месту Зелена Хора (1994)
- Кутна Хора - историјски центар града (1995)
- Културни пејзаж Ледњице-Валтице (1996)
- Холашовице - резерват старог села (1998)
- Баште и дворац у Кромјержижу (1998)
- Замак Литомишл (1999)
- Стуб светог Тројства у Оломоуцу (2000)
- Вила Тугендхат у Брну (2001)
- Јеврејска четврт и Базилика светог Прокопија у Требичу (2003)

## Швајцарска
- Опатија у Санкт Галену (1983)
- Бенедиктински Манастир светог Јохана у Мистеру (1983)
- Стари град Берн (1983)
- Три тврђаве, заштитни зид и утврђења трговачког града Белинцона (2000)
- Јунгфрау-Алеч-Битшорн (2002)
- Монте Сан Ђорђо, дели са Италијом (2003)
- Терасасти виногради Лавоа (2007)
- Ретијска железница, дели са Италијом (2008)
- Тектонска област Сардона (2008)
- Шо де Фон и Ле Локл, урбанизам часовничарских градова (2009)
- Праисторијске сојенице око Алпа (2011)

## Шведска
- Палата Дротнингхолм, позориште и краљевски поседи (1991)
- Бирка и дворска башта на острвима Бјорко и Аделшо у језеру Меларен (1993)
- Железара Енгелсберг (1993)
- Цртежи на стени у Тануму (1994)
- Шумско гробље у Стокхолму (1994)
- Ханзеатски град Визби (1995)
- Црквено село Гамелстад, Лулеа (1996)
- Област Лапонија (1996)
- Морнаричка лука у Карлскруни (1998)
- „Висока обала“ Ангерманије (2000)
- Пољопривредни предео јужног Оланда (2000)
- Предео рудника Велике бакарне планине у Фалуну (2001)
- Радио станица Гриметон (2004)
- Струвеов геодетски лук - међународно (2005)
- Хелсингландске фарме (2012)

## Шпанија
- Алхамбра, Хенералифе и Албајзин, Гранада
- Пећина Алтамира, Сантиљана дел Мар, Кантабрија
- Краљевска палата Аранхуез у Мадриду
- Археолошко налазиште у Мериди, Бадахоз, Екстремадура
- Археолошки налазиште Тарако, Тарагона, Каталонија
- Археолошко налазиште Атапуерке, Бургос, Кастиља-Леон
- Катедрала у Бургосу у Кастиљи-Леону
- Каталонске романичке цркве у градићу Ваљ де Бој у Каталонији
- Градска катедрала у Севиљи Алказар и Архива Индије - односи се на централну архиву шпанских колонија у Америци, Севиља, Андалузија
- Природни национални парк Доњана, Уелва и Севиља у Андалузији
- Национални парк Гаранхонај на острву Гомера, делу Канарских острва
- Историјски центар Кордоба, Андалузија
- Историјски град Толедо у Кастиљи-Ла Манча
- Историјски град-тврђава Куенка и Кастиљи-Ла Манча
- Ибиза на Балеарским острвима
- Лонха де ла Седа у провинцији Валенсија
- Рудници злата Лас Медулас, Леон у Кастиљи-Леону
- Манастир и Универзитет Ескоријал у Мадриду
- Споменици у граду Овиједо и бившој Краљевини Астурији
- Мудехар архитектура града Арагона
- Стари град Саламанка у Кастиљи-Леону
- Стари град Авила, са црквама ван зидина, Кастиља-Леон
- Стари град Касерес у Екстремадури
- Сеговија Стари град и његова архитектура
- Шуме палминог дрвећа, град Елче у провинцији Валенсија
- Седам дела Антонија Гаудија: Парк Гуељ, Палата Гуељ, Каса Мила, Каса Висенс, Фасада Христовог рођења и Крипта катедрале Саграда Фамилија, Каса Батљо, Крипта у Колонији Гуељ Барселона, Каталонија
- Манастир Поблет у Каталонији
- Пиринеји - Монперду - заједничко добро са Француском
- Пећинско сликарство медитеранског басена на Иберијском полуострву: Андалузија, Арагон, Кастиља-Ла Манча, Каталонија, Мурсија и Валенсија
- Римске зидине града Луго у Шпанији
- Пут за Сантијаго
- Краљевски манастир Санта Марија де Гвадалупе
- Сан Кристобал де ла Лагуна, први неутврђени шпански град на острву Тенерифе, делу Канарских острва
- Сан Миљан Јусо Манастири Сусо у Ла Риохи
- Стари град Сантијаго де Компостела у Галицији
- Палата каталонске музике и Болница Сант Пау, (дела Љуиса Доменека и Мунтанера) Барселона у Каталонији
- Универзитет и универзитетски град Алкала де Енарес
- Ренесансна архитектура градова Убеда и Баеза, Хаен
- Баскијски мост
- Национални парк Теиде
- Херкулов торањ у Коруњи
- * Преисторијска уметност у стенама долине Коа и Сиега Верде (дели са Португалом)
- Сера де Трамунтана